# ماكس هوف (راكب الكنو)
ماكس هوف (بالألمانية: Max Hoff)‏ هو راكب الكنو ألماني، ولد في 12 سبتمبر 1982 في ترويسدورف في ألمانيا.

## وصلات خارجية
- ماكس هوف على موقع الاتحاد الدولي للكانو (الإنجليزية)
- ماكس هوف على موقع اللجنة الأولمبية الدولية (الإنجليزية)
- ماكس هوف على موقع أوليمبيديا (الإنجليزية)
- ماكس هوف على موقع اللجنة الأولمبية الألمانية (الألمانية)